# Трилогия Нова
Трилогия Нова (англ. The Nova Trilogy, также известная как The Cut-up Trilogy) — название, используемое критиками для обозначения цикла из трёх самых известных экспериментальных романов Уильяма Берроуза: «Мягкая машина», «Билет, который лопнул» и «Нова Экспресс».
В некоторых случаях рассматриваемый в качестве тетралогии с главным для бит-поколения романом «Голый завтрак» (англ. The Naked Lunch, 1959, рус. перевод 1971) в качестве приквела, цикл романов возник из материала, написанного писателем в Танжере, Париже, Нью-Йорке и Лондоне в период с 1953 по 1958 год и доработанного в 1959 году.
Все романы созданы в технике «fold-in», заключающейся в составлении произведения путём случайной компоновки предварительно разрезанного на мелкие части текста. Методика была разработана Уильямом Берроузом и Брайоном Гайсином на основе «метода нарезок» поэта-дадаиста Тристана Тцара — «Трилогия Нова» считается одной из наиболее известных работ, созданных по данной методике.

## История создания
К Берроузу, в 1958 году проживающему и работающему в Beat Hotel (англ. Beat Hotel) в Париже, приезжает его близкий друг — художник Брайон Гайсин, некоторое время позже знакомящий писателя с математиком Иэном Соммервилем (Ian Sommerville) и представивший его как человека, который сможет присматривать за Берроузом в период детоксикации — на тот момент писатель переживал последствия лечения апоморфином от наркозависимости, которое проходил в Париже.
Примерно в это же время Берроуз знакомится с режиссёром Энтони Белчем (англ. Antony Balch), входящим в круг общения Гайсина, втроём они начинают совместную работу над рядом кинопроектов по мотивам творчества Берроуза.
Путешествуя по Парижу, Танжеру, Лондону и Нью-Йорку, Берроуз начинает усердно работать над частично написанными книгами трилогии, перерабатывая их в соответствии с fold-in методом.
В результате тесного взаимодействия с Соммервилем, Гайсиным и Белчем, трилогия впитала в себя многое из того, что писатель почерпнул от общения со своими друзьями: экспериментальные магнитофонные записи Соммервиля и его же стробоскопические изображения, опыты с коллажами из видеоряда Белча и, разработанный совместно с Гайсиным, fold-in метод..

## Сюжет
«Трилогия Нова» — это космическая одиссея о группе террористов, называющих себя «Банда Нова» (англ. Nova Mob), которые хотят разгорячить планету Земля до состояния взрыва — «Супер Нова» (англ. Super Nova), путём провокаций и создания на земле неразрешимых человечеством конфликтов.
Следующим Берроуз объясняет их действия:

Основной принцип «Нова» прост: постоянно разжигать как можно больше неразрешимых конфликтов и постоянно раздувать существующие конфликты… Это делается с помощью сталкивания жизненных видов с несовместимыми способами существования на одной планете…<…> Их образы жизни в основе своей несовместимы в форме настоящего времени, а задача Банды Нова как раз и состоит в том, чтобы удерживать их в форме настоящего времени с целью разжигания и раздувания конфликтов, которые ведут к взрыву планеты, то есть к Нова…

Несмотря на тот факт, что в некоторых случаях трилогия называется «бессюжетной» или имеющий сюжет номинально (как сказано в краткой аннотации от российского издателя), в повествовании выделяют доминирующую тему, которой является язык в качестве вируса — представляющий собой комплекс механизмов контроля за человечеством, поработивший людей.
Данный вирус является результатом деятельности Банды Нова, осуществлению плана которых мешает Полиция (англ. Nova Police) во главе с Инспектором Ли, центральным персонажем истории.

## Персонажи
Единственными переходящими персонажами трилогии являются представители противоборствующих сторон — их последовательное перечисление с рядом разъяснений о характере деятельности «Банды Нова» появляется только в романе «Билет, который лопнул».
Со стороны «Полиции Нова» выступает главный герой трилогии, «Инспектор Ли» (полное имя Уильям Ли или Билл Ли). Примечательно, что данный персонаж так же является центральным для романа «Голый завтрак» и одновременно предстаёт в качестве альтер эго писателя. Помимо этого имя «Уильям (Билл) Ли» является псевдонимом, под которым Берроузу удалось опубликовать роман «Джанки» (англ. Junkie, 1953, рус. перевод 2003).
Со стороны «Банды Нова» выступают двенадцать человек, в разной степени задействованные в сюжете: Мистер и миссис С (он же «Мистер Брэдли мистер Мартин» и «Злой Дух» — главарь Банды), Сэмми Мясник, Зелёный Тони, Дешёвка, Джеки Минор, Джон Известняк, Иззи Громила, Мэри Гамбургер, Пэдди Жало, Подсознательный Малыш, Синий Динозавр, Уилли Крыса. В ходе повествования подробностей о них не раскрывается, в равной как и их настоящие имена.

## Художественные особенности
«Трилогия Нова» Берроуза считается одной из наиболее известных работ, написанных в «технике cut-up». Описывая стиль Берроуза, его близкий друг, художник и писатель Брайон Гайсин, говорил: «Уильям экспериментировал со своим чрезвычайно изменчивым материалом, своими собственными неповторимыми текстами, которых он подверг жестоким и беспощадным „разрезкам“, он всегда был самым упорным. Ничто никогда не обескураживало его…». В одном из интервью, посвящённых трилогии, сам писатель сказал:

Я пытаюсь создать новую мифологию космической эпохи.
Оригинальный текст (англ.)I am attempting to create a new mythology for the space age.

С «методом нарезок» писателя познакомил Брайон Гайсин — с которым Берроуз впервые встретился в Танжере. Сам Гайсин отмечал, что своим появлением данная писательская техника обязана румынскому поэту-дадаисту Тристрану Тцара, который составлял стихи, доставая предварительно разрезанный на мелкие кусочки текст из шляпы. Переработка оригинального метода Гайсиным заключалась в том, что несколько готовых связных текстов разрезались, перемешивалась и компоновались в произвольном порядке, составляя новое произведение — техника базируется на принципе коллажа и случайных действий. Для Берроуза же основополагающими были три полновесные книги, сотни мелких текстов, дюжины газетных коллажей, фотомонтажи, эксперименты со звукозаписью и несколько фильмов (снятых, разумеется, по методу нарезок), созданных совместно с Энтони Белчом (англ. Antony Balch).

Свою интерпретацию метода нарезок Берроуз описал в интервью, взятым Конрадом Кникербокером (англ. Conrad Knickerbocker).
...совершая  путешествие, я всё записываю  в  трёх колонках  блокнота, который всегда  при  мне.  Первая  колонка  содержит  элементарный  отчёт  о путешествии, о том, что происходит: как я приехал в  аэропорт,  что говорили там  служащие,  что  я  случайно  услышал  в  самолёте,  в  какой  гостинице остановился. В  следующей  колонке отражены  мои  впечатления: о чём я  в то время думал, какие  воспоминания навеяны неожиданными встречами. И в третьей колонке, которую я называю "читательской", содержатся цитаты из любой книги, которую я беру с  собой.  Так из нескольких  поездок в  Гибралтар у меня уже получился целый роман...  К примеру, я читаю "Чудесную страну" Тома Ли,  где герой едет в Мексику и как раз пересекает границу. И именно в  этот момент я подъезжаю к испанской границе, что и отмечаю на полях.  Или, допустим, я еду в поезде или на пароходе и  читаю "Тихого американца".  Я озираюсь,  надеясь увидеть тихого  американца среди попутчиков, и  какой-нибудь тихоня из  юных американцев непременно находится -  с причёской "ёжиком" и бутылкой пива. Всё это просто  удивительно,  надо  лишь смотреть  в  оба.  Как-то раз  я  читал Раймонда Чандлера, и у  него там был  один персонаж- террорист-альбинос.  И, Боже мой, мне тут же попался на глаза альбинос. Правда, не террорист.
Следующим образом Берроуз объяснял суть метода:

Человек читает газету, и его взгляд скользит по колонке в разумной аристотелевской манере — мысль за мыслью, фраза за фразой. Но подсознательно он читает и колонки, расположенные по бокам, а также осознаёт присутствие сидящего рядом попутчика. Вот вам и нарезка.

Подавляющим большинством обозревателей и критиков трилогия причисляется к жанру «романа», однако некоторые авторы отмечают отсутствие традиционных элементов, характерных для романного повествования, говоря о романе «Нова Экспресс» (англ. Nova Express, 1964, рус. перевод 1999) — что в полной мере применимо ко всей трилогии, представляющей собой смешение стилей, места, времени и субъектов повествования. Всего критики Берроуза в «Трилогии Нова» выделяют соединение трёх жанров: детектива, приключений и научно-фантастического рассказа. В некоторых случаях трилогию называют «политической сатирой» на Холодную войну и сатирой на послевоенное общество.
В Cut-up трилогии проза Берроуза находится в состоянии постоянного изменения. Его язык живой, волнующий и интуитивный. Творчество писателя и его литературные эксперименты странны, исповедальны и эзотеричны. Его мифическая космология — один из наиболее остро значимых артефактов XX века.Выдержка из рецензии Мака Тонниса (англ. Mac Tonnies) на трилогию.

## Аллюзии
В трилогии Берроуза содержится множество аллюзий, отсылающих к другим писателям и произведениям.
В ходе повествования писатель неоднократно ссылается на работы Зигмунда Фрейда, часто упоминаются учёные Вильгельм Райх, И. П. Павлов и их научное наследие. Так же в каждой из трёх книг цикла неоднократно упоминается Брайон Гайсин.
Некоторые главы романа «Нова Экспресс» содержанием и цитатами отсылают к стихам Т. С. Элиота и «Буре» Уильяма Шекспира. Глава «Краткое изложение дела для первого слушания» из книги «Нова Экспресс» содержит обширную цитату из романа Франца Кафки «Процесс». Описывая свои эксперименты с методом нарезок в романе «Билет, который лопнул» автор вспоминает писательницу Гертруду Стайн. Несколько глав романа написаны в соавторстве с Майклом Портманом (Michael Portman). В работе над киноэкспериментами, описанными в «Билете», принимал участие Энтони Белч (англ. Antony Balch). Одна из глав «Нова Экспресса» написана в соавторстве с математиком Иэном Соммервилем (Ian Sommerville). Так же он познакомил Берроуза с различными разновидностями экспериментов со звукозаписью, описанных в книге «Билет, который лопнул».
Помимо этого в «Билете» несколько раз упоминается теория социальной революции, описанная Берроузом в эссе Электронная революция (англ. The Electronic Revolution) (1971)

## Влияние на популярную культуру
В определённой степени «Трилогия Нова» повлияла не только на становление метода нарезок в литературе, но и в значительной мере способствовала развитию жанра киберпанк. Самому писателю некоторые критики даже отводят роль «крёстного отца» жанра.
Так же примечательно влияние трилогии на поп-культуру. Отдельно стоит выделить соотношение книг с музыкой — в частности, широко используемый сейчас термин «Хеви-метал» был впервые использован в романе «Нова Экспресс». В дополнение к этому ряд музыкальных коллективов заимствовали свои названия из работы Берроуза, к примеру — английская психоделическая рок-группа Soft Machine (названа в честь одноимённого романа), нидерландский акустический дуэт The Ticket That Exploded (англ. The Ticket That Exploded) (назван в честь одноимённого романа) и американский трип-хоп исполнитель DJ Spooky (англ. DJ Spooky), выступающий под псевдонимом «That Subliminal Kid» — в честь одного из членов Банды, «Подсознательного Малыша». Цитаты из трилогии так же использовались в песнях — к примеру в композиции «Lust for Life», американский рок-исполнитель Игги Поп использовал строчку из романа «Билет, который лопнул» — «That’s like hypnotizing chickens».

## Отзывы и критика
Guardian назвала Берроуза «творящим отвратительную, захватывающую поэзию из грязи, экскрементов и спаривания.». Журналы The New York Times и San Francisco Chronicle так же не обошли стороной выход первого романа трилогии — назвав его «Сюрреалистичной одиссеей по миру тёмных фантазий», а самого писателя — бесстрашным исследователем болезни нашего мира.
Однако иные авторы утверждают, что трилогия не является отображением современного общества ни в политическом, ни в философском плане — в цикле романов Берроуз почти не обращается к политике, вместо этого он предлагает рассказы на манер кинофильмов, которые читатель вынужден самостоятельно связывать с реальностью.
Журнал Playboy назвал «Билет, который лопнул» романом, в котором
Многослойная, многоуровневая техника и едкая социальная сатира комбинируется с колоссальной и жестокой творческой энергетикой Берроуза — Джонатана Свифта эпохи рок-н-ролла
 — к данному мнению присоединилось британское издание The Spectator, назвавшее «свифтианскими» взгляды писателя на полуфабрикатную жизнь.
Нова Экспресс журналом Playboy был назван «дьявольским по силе произведением». Критики из San Francisco Chronicle пошли дальше, высказав восхищение кошмарам писателя и отметив его воображение.
Критике так же подвергся радикализм писателя — некоторые исследователи отмечают, что он предстаёт радикализмом вымышленным — по их мнению Берроуз пытался оживить возможность представлять альтернативные миры, не будучи втянутым в нашу крайне коррумпированную вселенную, однако под сомнение ставится само понимание Берроуза борьбы за свободу в будничном и глобальном смыслах.

## Составляющие трилогии и издания
Традиционно используемое критиками и литературоведами обозначение раннего цикла романов Берроуза — трилогия. Её составили:
- William S. Burroughs. The Soft Machine. — US: Olympia Press, 1961.
- William S. Burroughs. The Ticket That Exploded. — US: Olympia Press, 1962.
- William S. Burroughs. Nova Express. — US: Grove Press, 1964.

Впрочем, некоторыми авторами утверждается, что трилогия может быть прочитана в произвольном порядке.
На русском языке в полном размере трилогия была выпущена в 1999 году в рамках совместно проекта издательств «Азбука» и «АСТ». Примечательно, что годом ранее издательством «Ника-Центр» была выпущена неполная версия цикла — в аннотации от издателя названного тетралогией, а не трилогией, что соответствует мнению ряда исследователей творчества Берроуза.
Роман «Голый завтрак» (англ. The Naked Lunch, 1959, рус. перевод 1971), согласно данному мнению, является частью (описывающей события, предшествующие основному циклу произведений) тетралогии — что, впрочем, противоречит мнению самого Берроуза, обозначившего трилогию сиквелом и «математическим расширением» для тем и техник, созданных в рамках «Голого завтрака».
- Уильям Барроуз. Барроуз = The Soft Machine, The Ticket That Exploded, Nova Express. — Азбука, Амфора, 1999. — 544 с. — (Авторский сборник). — 10 000 экз. — ISBN 5-7684-0672-7.
- Уильям Берроуз. Билет, который лопнул. Нова Экспресс = The Ticket That Exploded, Nova Express. — Ника-Центр, 1998. — 416 с. — (77). — 4000 экз. — ISBN 966-521-070-X.

В последней публикации на русском языке издательством «АСТ», цикл романов традиционно назван «трилогией», однако в краткой аннотации романы следует в нетрадиционной последовательности — классически рассматриваемый замыкающим цикл, «Нова Экспресс» в издании представлен центральным произведением.
- Уильям Берроуз. Мягкая машина = The Soft Machine. — АСТ, АСТ Москва, ВКТ, 2010. — 224 с. — 2000 экз. — ISBN 978-5-226-01978-4.
- Уильям Берроуз. Нова Экспресс = Nova Express. — АСТ, АСТ Москва, 2010. — 224 с. — 2000 экз. — ISBN 978-5-403-03414-2.
- Уильям Берроуз. Билет, который лопнул = The Ticket That Exploded. — АСТ, Астрель, 2010. — 288 с. — 2000 экз. — ISBN 978-5-271-29190-6.